# Arxiu Històric de Sabadell
L'Arxiu Històric de Sabadell és un arxiu que està ubicat a la cocapital del Vallès Occidental.

## Edifici
Les instal·lacions de l'Arxiu ocupen avui l'edifici de la Casa Ponsà –carrer de la Indústria, 34–, obra de l'arquitecte Gabriel Borrell, construïda el 1891 per a residència d'un acabalat propietari, industrial i banquer, Francesc de Paula Ponsà i Cantí. L'edifici, de tres plantes i soterrani, té una superfície d'uns 2.000 metres quadrats distribuïts en àrees d'ingrés, tractament tècnic, dipòsits, oficines administratives i serveis.

## Història

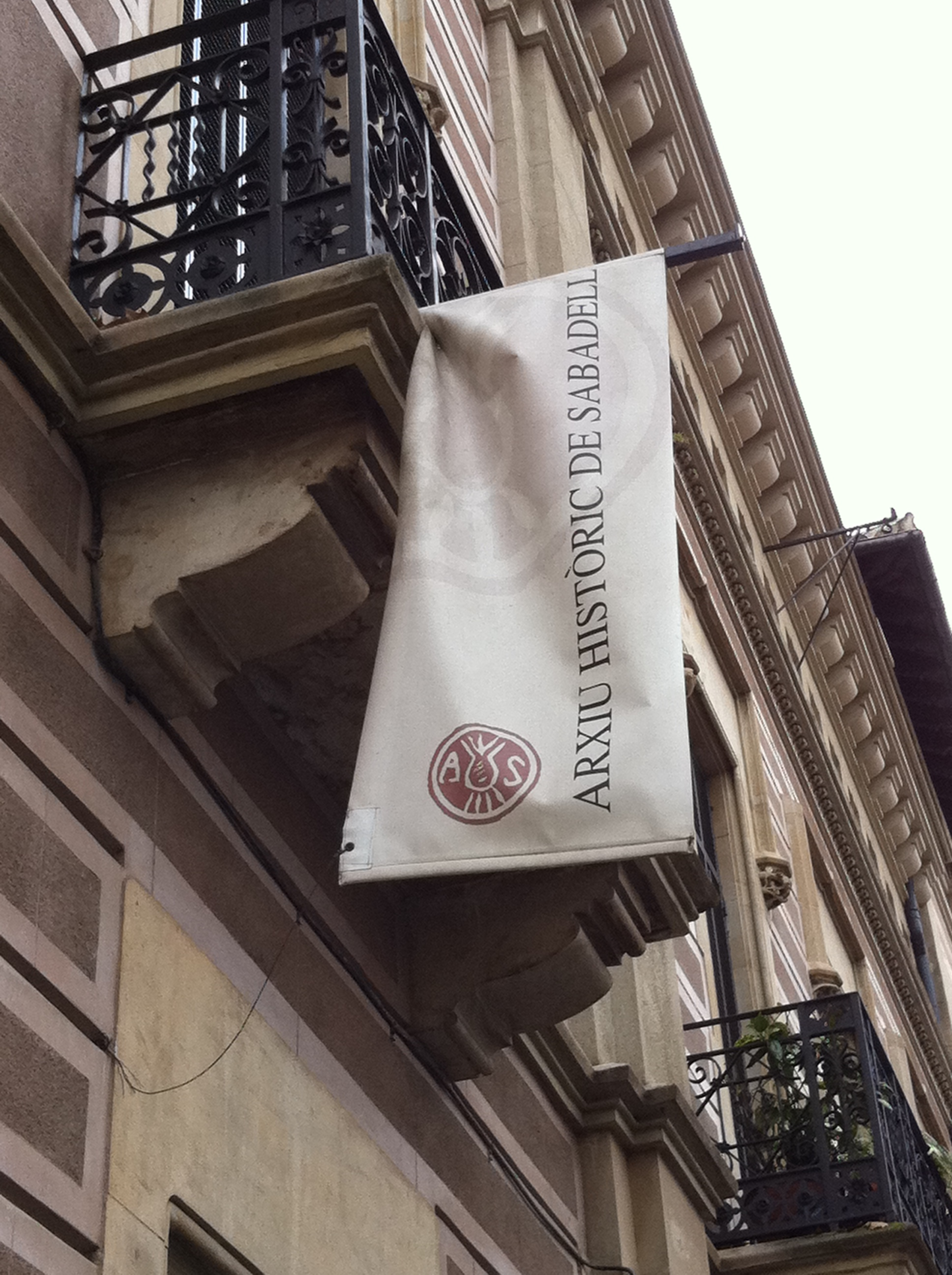
Cartell de l'Arxiu Històric

### Orígens
Té el seu origen en el vell arxiu municipal, iniciat arran de la formació i del desenvolupament del Comú de la vila: així s'anomenà la primera forma d'organització col·lectiva dels sabadellencs a través de la constitució d'uns òrgans de govern propis. Els primers fons es referien a la constitució d'aquests òrgans de govern municipals. Concretament, ens referim als privilegis o drets específics concedits pels senyors respectius, des del segle xiv, i les escriptures de venda de censals (una modalitat antiga de préstec) per tal de finançar la incorporació de la vila a la Corona.
Paral·lelament, s'hi afegí la documentació generada per les activitats pròpies del Comú: les actes del Consell de la vila i els comptes del clavariat. El 1621, el Consell adquirí la notaria feudal i, amb ella, s'incorporaren al Comú dos fons documentals riquíssims: el de la notaria i el de les cúries senyorials (els antics jutjats), tant de Sabadell com dels pobles de l'entorn.

### Primer arxiver
El primer arxiver pròpiament dit fou alhora metge i secretari municipal, i el primer historiador de la vila, Antoni Bosch i Cardellach, qui actuà entre 1791 i 1795 desplegant una forta activitat organitzativa. A partir de la darrera data, l'Arxiu patí diverses vicissituds pel que fa a la destinació de recursos, trasllats i organització. En la fase posterior a la guerra civil espanyola, la ciutat i l'administració creixeren vertiginosament i, malgrat que es creà un incipient arxiu fotogràfic, l'any 1977 l'arxiu es trobava en una situació d'acumulació desordenada i de pèssimes condicions de conservació dels documents.

### Patronat
Més endavant s'hi integraren institucions que llegaren fons documentals importants, com ara el Gremi de Fabricants. Per aquesta raó, el primer consistori democràtic, recollint la demanda ciutadana de dotar Sabadell d'una institució que ultrapassés els límits estrictes de l'arxiu municipal, constituí, el desembre de 1981, un Patronat integrat per representants de l'Ajuntament, de la Generalitat de Catalunya, de la Universitat Autònoma de Barcelona, d'entitats d'estudi i de la notaria del districte.
A més de l'ampli ventall de participació, el Patronat es dotava d'un pressupost propi, amb aportació gairebé exclusiva de l'Ajuntament, que li garantia l'obertura d'un servei de qualitat i per a tots els ciutadans. La funció del Patronat era fiscalitzar la gestió pressupostària i l'activitat desenvolupada per l'AHS.
Posteriorment, el Ple de l'Ajuntament de Sabadell, en sessió ordinària de 23 de desembre de 2004, aprovà definitivament la constitució i els estatuts de l'organisme Autònom Local Museus i Arxiu Històric de Sabadell, que integra al mateix temps les organitzacions de l'organisme Autònom de Museus Municipals i l'Organisme Autònom Patronat de l'Arxiu Històric de Sabadell.

## L'arxiu

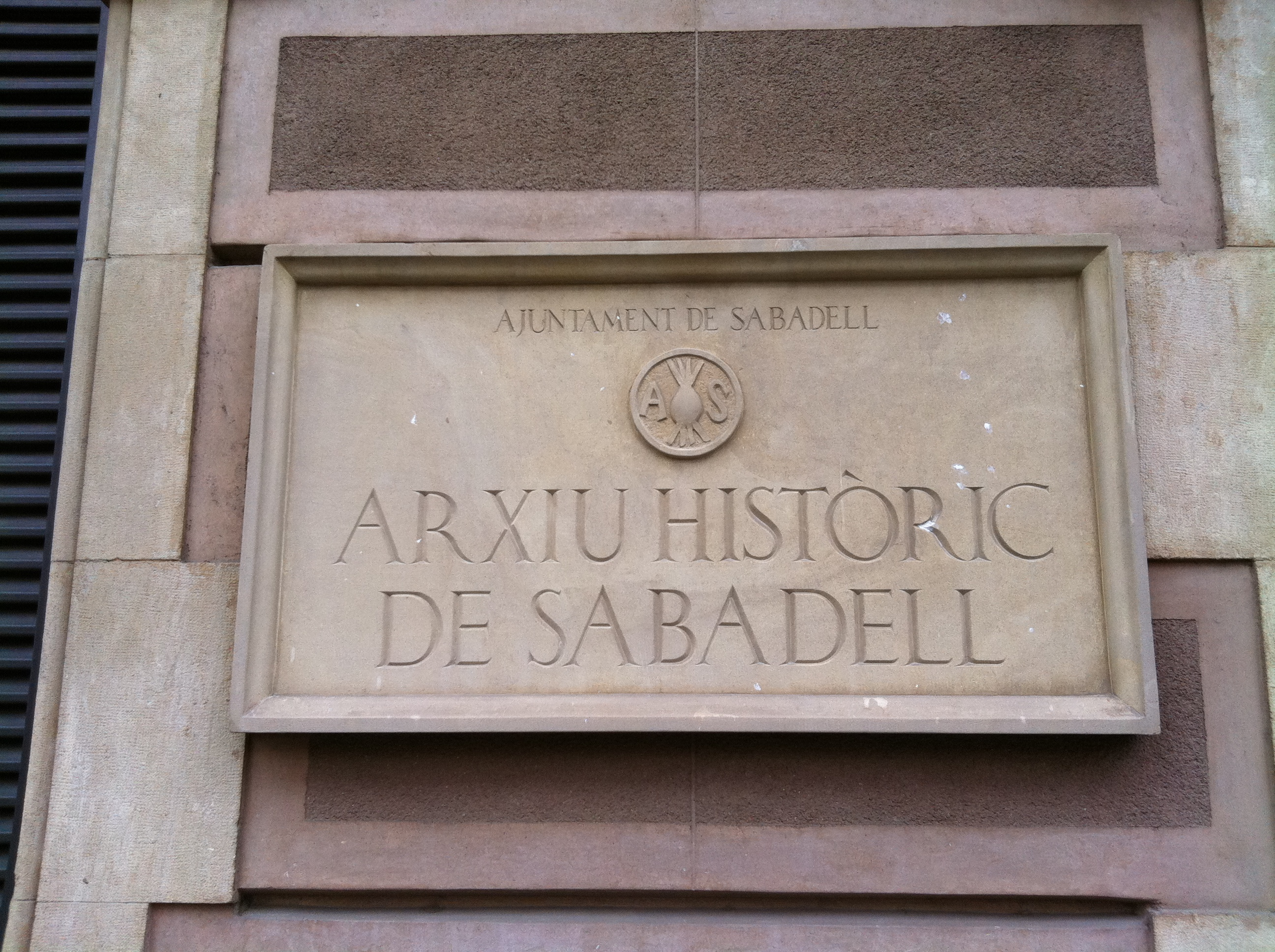
Placa de l'Arxiu Històric de Sabadell

Seguint, doncs, la voluntat dels seus fundadors, a més del tractament tècnic dels fons històrics per excel·lència, l'activitat de l'AHS en els darrers 15 anys s'ha orientat cap a la recollida de fons aliens a l'administració però d'un interès indubtable per a la identitat de la Ciutat i, àdhuc, del país: 31 arxius procedents d'empreses que han cessat la seva activitat (sobretot arran la crisi del sector tèxtil dels anys 80), 27 arxius d'entitats i associacions, 42 de famílies o nissagues i 58 de persones emblemàtiques per la seva activitat professional o personal (Andreu Castells i Peig, Joan Oliver (Pere Quart), Armand Obiols, Francesc Trabal, Ricard Simó i Bach, Adolf Cabané, Agustí Borgunyó, etc.).
L'AHS ha reunit, a més, una biblioteca local amb més de 14.000 volums, una hemeroteca amb més de 1.200 títols, 6.000 cartells, 30.000 fotografies, 900 pergamins, etc., etc. Ensems, l'AHS ha anat constituint-se en arxiu administratiu de l'Ajuntament, amb documentació des de 1995.
Actualment, l'AHS disposa d'un dipòsit de prestatgeria convencional i tres més d'armaris compactes, un d'ells totalment automatitzat, amb una capacitat total de 4 km lineals. Disposa també, de 3 dipòsits climatitzats, 2 per a documents en suports especials i 1 per a la documentació més antiga, a més de planeres i altres instal·lacions específiques per a documents de format gran o mural.

### Funció
L'Arxiu Històric de Sabadell s'ha convertit així en la institució que, des d'una perspectiva integradora, té com a funció la recollida, preservació, tractament tècnic i difusió del patrimoni arxivístic, documental, bibliogràfic i hemerogràfic de la Ciutat, ja sigui d'origen municipal o de qualsevol altra procedència, essent un referent obligat per a qualsevol investigació històrica i per a bona part de les gestions quotidianes dels ciutadans davant l'Administració local.

### Serveis
L'Arxiu Històric de Sabadell ofereix un servei d'atenció al públic en dos torns de matí i tarda durant tot l'any, i amb horari intensiu de matí durant el mes d'agost. A més de l'atenció directa, l'Arxiu té un servei restringit de fotocòpies i de reproducció fotogràfica de documents i fotografies. Disposa, també, de lector-reproductor de microfilm's, dvd's, cd-rom i altres aparells especials per a la lectura dels documents històrics.
L'AHS continua la seva política de captació de nous fons d'interès per als investigadors. Canalitza les investigacions dels seus usuaris a través de la publicació de la revista Arraona, coeditada amb els Museus de la Ciutat, a més de generar periòdicament les seves pròpies publicacions (col·leccions Eines de l'Arxiu i Quondam). Restaura i digitalitza els documents més deteriorats. Organitza cursos de tècniques de recerca. Participa, via conveni, en diversos programes de formació d'estudiants en pràctiques. Intervé, de manera coordinada, en les activitats del Departament de Cultura de l'Ajuntament. Assessora d'altres arxius que organitzen o amplien els seus serveis. I rep visites escolars, per citar algunes de les seves activitats fonamentals.
La plantilla al servei de l'AHS és avui d'11 treballadors, amb recursos suplementaris (administració, intervenció, serveis jurídics i neteja) proporcionats pel mateix Ajuntament. L'any 2011, l'AHS va atendre més de 5.000 consultes i va realitzar 243 préstecs a l'administració municipal.